# Frederik Johan Bijvoet
Frederik Johan (Frits) Bijvoet (Teteringen, 22 oktober 1901 - Breda, 13 januari 1968) was een Nederlandse militair.

## Biografie
Frits Bijvoet ging in Breda naar de lagere school en in Bergen op Zoom naar de HBS. Daarna ging hij naar de KMA. Toen zijn opleiding voltooid was, werd hij bij het KNIL ingedeeld en naar Java uitgezonden. Terwijl hij op verlof in Nederland was, brak de Tweede Wereldoorlog uit.
Hij was een van de 69 officiers die weigerde de erewoordverklaring te tekenen, waarna hij naar een kamp in Duitsland werd gestuurd. Zo kwam hij ook in Colditz terecht. Na de oorlog keerde hij naar Breda terug. Hij werd weer uitgezonden naar Java. Zijn vrouw en zoon Frits volgden hem, hun twee dochters Elisabeth en Carla bleven in Nederland om hun school af te maken. Toen de soevereiniteit in 1949 werd overgedragen, bleef hij nog enkele maanden om ook de munitiedepots over te dragen. In 1950 kwamen ze terug naar Nederland.
Na terugkomst werd hij hoofd van de net opgerichte Bescherming Bevolking (BB) in Oisterwijk. Hij overleed kort nadat hij met pensioen ging.